# 巴拉巴希夫卡 (蘇梅區)
50°33′30″N 34°22′29″E / 50.55833°N 34.37472°E
巴拉巴希夫卡（烏克蘭語：Барабашівка）是位於烏克蘭東北部的村莊，由蘇梅州蘇梅區的列别金市镇負責管轄。該村處於普肖爾河左岸，海拔高度121米，2001年人口13。